# Гейнс (Нью-Йорк)
Гейнс (англ. Gaines) — місто (англ. town) в США, в окрузі Орлінс штату Нью-Йорк. Населення — 3226 осіб (2020).

## Демографія
Згідно з переписом 2010 року, у місті мешкало 3378 осіб у 1429 домогосподарствах у складі 943 родин. Було 1535 помешкань
Расовий склад населення:
| - 91,7 % — білих - 4,2 % — чорних або афроамериканців - 0,4 % — азіатів - 0,3 % — корінних американців - 0,1 % — вихідців з тихоокеанських островів - 1,5 % — осіб інших рас |

До двох чи більше рас належало 1,9 %. Частка іспаномовних становила 4,1 % від усіх жителів.
За віковим діапазоном населення розподілялося таким чином: 20,9 % — особи молодші 18 років, 60,4 % — особи у віці 18—64 років, 18,7 % — особи у віці 65 років та старші. Медіана віку мешканця становила 45,4 року. На 100 осіб жіночої статі у місті припадало 94,9 чоловіків;  на 100 жінок у віці від 18 років та старших — 89,4 чоловіків також старших 18 років.
Середній дохід на одне домашнє господарство  становив 65 091 долар США (медіана — 55 257), а середній дохід на одну сім'ю — 71 733 долари (медіана — 57 683). Медіана доходів становила 51 589 доларів для чоловіків та 36 383 долари для жінок. За межею бідності перебувало 10,1 % осіб, у тому числі 10,6 % дітей у віці до 18 років та 7,7 % осіб у віці 65 років та старших.
Цивільне працевлаштоване населення становило 1354 особи. Основні галузі зайнятості: освіта, охорона здоров'я та соціальна допомога — 27,5 %, будівництво — 12,2 %, роздрібна торгівля — 12,0 %.